# 케이엘넷
케이엘넷(영어: KL-NET Corp.)은 케이엘넷의 전신은 1994년 세워진 한국물류정보통신(주)이다. 한국물류정보통신은 물류 관련 기업들과 정부기관이 물류 비용을 줄이기 위해 공동으로 출자해 세운 회사였다. 세워진 첫 해부터 수출입 물류에 대한 전자상거래 서비스를 시작했다.
1998년 벤처기업으로 지정됐고 2002년 주식을 코스닥시장에 등록했으며 2006년 회사 이름을 지금의 (주)케이엘넷으로 바꿨다.
케이엘넷은 물류분야를 중심으로 전자문서 중계서비스를 기반으로 한 전자물류서비스와 시스템통합 사업, 솔루션 판매, IT아웃소싱 등 물류 IT 분야의 토털 서비스를 제공하고 있다. 전자물류서비스는 정부기관과 기업이 각종 수출입 인허가 업무를 전자문서 교환 방식으로 처리하는 서비스이고, 케이엘넷의 매출 중에서 47.8%를 차지한다. 시스템 통합 사업은 사용자의 비즈니스 환경에 맞는 정보시스템을 구축하거나 IT컨설팅 서비스를 제공하는 것으로 케이엘넷의 매출 중에서 35.4%를 차지한다. 주요 사업은 수출입 업무의 EDI 서비스, 해운·항만 부문의 EDI 서비스를 비롯한 부가통신 서비스, 물류 정보화사업(SI, 솔루션개발·판매), 정보시스템 수탁운용 서비스 등이다.

해운을 비롯해 항만, 철도, 터미널 등의 수ㆍ출입 업무 및 물류 프로세스 과정에서 발생하는 종이서류와 팩스, 우편 등으로 발송되는 서류를 전자문서화해 정보시스템을 통해 실시간으로 처리하고, 관련 주체들이 정보를 공유해 비용절감과 업무처리시간을 단축시키는데 크게 기여하고 있다.
2005년부터 중국 선사를 시작으로 서비스되고 있는 선적자동화 서비스를 인도네시아와 인도, 태국 등으로 넓히고 있으며, 필리핀과 카타르, 베트남 항만청을 대상으로 포트미스 판매를 추진하는 등 글로벌 네트워크를 확대하고 있다.
케이엘넷은 끊임없는 연구개발과 적극적인 국내ㆍ외 마케팅을 통해 2020년까지 매출 3000억원의 세계적인 물류IT 전문기업으로 도약해 가는 청사진(비전 2020)을 갖고 있다.

## 연혁
- 1994년 4월 1일 한국물류정보통신(주)으로 설립. 9월부터 수출입 물류에 대한 전자상거래 서비스를 실시.
- 1996년 1월 한국산업기술진흥협회로부터 기업부설연구소를 인정. 4월 건설교통부로부터 종합물류 정보전산 전담사업자로 선정.
- 1998년 9월 벤처기업에 지정.
- 2000년 5월 해운항만의 정보화에 기여한 공로로 <<대통령 표창>>수상. 6월 벤처기업에 재지정.
- 2002년 3월 코스닥 상장. <<한국로지스틱스대상>> 수상. 10월 산업포장 수상.
- 2004년 4월 항만물류 통합정보시스템(PLISM) 서비스 개통. 7월 로지스빌(LogisBill：전자세금계산서) 서비스를 시작.
- 2006년 3월 지금의 명칭(케이엘넷)으로 변경. 10월 <<대한민국 e-비지니스 대상>>수상. 11월에는 <<한국 SCM 대상>>을 수상.
- 2007년 3월 기술혁신형 중소기업(INNO-BIZ)에 선정. 5월 ‘모바일을 이용한 전자세금계산서 발행시스템 및 처리방법‘ 기술 특허 취득.[6] 8월 제25회 e아시아 어워드(eASIA Award)에서 아시아 지역 e비즈니스 활성화에 기여한 공로로 <<민간 기업 분야 e비즈니스 상>>수상[7]
- 2009년 6월 벤처기업에 재지정. 10월 정보통신산업진흥원의 표준전자세금계산서 인증 1호 획득.[8]

## 사업장
- 본사: 서울특별시 강남구 역삼로153 케이엘넷빌딩
- IT사업본부/IDC 센터: 서울특별시 금천구 가산동 가산디지털 2로 123 월드메르디앙벤처센터 2차 315호
- 남부사업본부: 부산광역시 부산진구 중앙대로 806 경동빌딩 3,4,5층
- 세종사업본부: 대전광역시 유성구 반석로24 베스트원빌딩 6층